# German-Inline-Cup 2008
Der German-Inline-Cup 2008 wurde für Frauen und Männer an vier Stationen ausgetragen. Der Auftakt am 6. April 2008 fand in Berlin und das Finale am 5. Oktober 2008 in Köln statt.

## Frauen

### Wettbewerbe
| GIC        | Ort                   | Sieg                      | Platz 2                         | Platz 3                                |
| ---------- | --------------------- | ------------------------- | ------------------------------- | -------------------------------------- |
| 6. April   | Berliner Halbmarathon | Hilde Goovaerts CadoMotus | Sabine Berg Powerslide PHUZION  | Sara Bak Rollerblade I.B.U. Speedodrom |
| 31. Mai    | Mittelrhein Marathon  | Cecilia Baena Bont Wheels | Hilde Goovaerts CadoMotus       | Brooke Lochland CadoMotus              |
| 24. August | XRace                 | Hilde Goovaerts CadoMotus | Cecilia Baena Bont Wheels       | Nicole Begg Bont Wheels                |
| 5. Oktober | Köln Marathon         | Hilde Goovaerts CadoMotus | Katja Ulbrich Experts Race Team | Brooke Lochland CadoMotus              |

### Gesamt-Einzelwertung
| Rang | Name            | Team              |
| ---- | --------------- | ----------------- |
| 1    | Hilde Goovaerts | CadoMotus         |
| 2    | Katja Ulbrich   | Experts Race Team |
| 3    | Sabrina Rossow  | Experts Race Team |

## Männer

### Wettbewerbe
| GIC        | Ort                   | Sieg                               | Platz 2                                            | Platz 3                                            |
| ---------- | --------------------- | ---------------------------------- | -------------------------------------------------- | -------------------------------------------------- |
| 6. April   | Berliner Halbmarathon | Scott Arlidge ZEPTO Skate Team     | Thomas Boucher Rollerblade I.B.U. Speedodrom       | Jorge Cifuentes Rollerblade MPC                    |
| 31. Mai    | Mittelrhein Marathon  | Albrecht Döring Rollerblade Citius | Luca Saggiorato Rollerblade MPC                    | Diego Rosero Rollerblade MPC                       |
| 24. August | XRace                 | Alexander Bastidas Bont Bacata     | Matthieu Grandgirard Rollerblade I.B.U. Speedodrom | Severin Widmer X-tech-Crocs                        |
| 5. Oktober | Köln Marathon         | Diego Rosero Rollerblade MPC       | Massimiliano Presti Luigino Answer Wheels          | Matthieu Grandgirard Rollerblade I.B.U. Speedodrom |

### Gesamt-Einzelwertung
| Rang | Name                 | Team                          |
| ---- | -------------------- | ----------------------------- |
| 1    | Matthieu Grandgirard | Rollerblade I.B.U. Speedodrom |
| 2    | Diego Rosero         | Rollerblade MPC               |
| 3    | Nico Wieduwilt       | ZEPTO Skate Team              |